# Costantino Dalasseno (duca di Antiochia)
Costantino Dalasseno (in greco Κωνσταντίνος Δαλασσηνός?, Kōnstantinos Dalassēnos; tra il 965 ed il 970 – aprile 1042) è stato un generale e funzionario bizantino. Era un generale esperto e popolare, che per due volte fu vicino a conquistare il trono imperiale e a sposare l'imperatrice Zoe Porfirogenita (regno 1028–1050). Seguì in guerra l'uomo che Zoe sposò, l'imperatore Romano III Argiro (r. 1028-1034), e fu incolpato da alcuni cronisti dell'umiliante sconfitta di Romano nella battaglia di Azaz. Subì un lungo periodo di prigionia sotto Michele IV il Paflagone (r. 1034-1041), che temeva che Dalasseno tramasse contro di lui. Quando il successore di Michele fu deposto nel 1042, Zoe invitò Dalasseno a un'udienza con l'intento di sposarlo e nominarlo imperatore; contrariata dai suoi modi altezzosi, scelse un uomo più docile, Costantino IX Monomaco.

## Biografia

### Primi anni
Costantino nacque probabilmente intorno al 965-970. Era il figlio primogenito del magistros Damiano Dalasseno, che ricoprì l'importante carica di governatore militare (doux) di Antiochia dal 995/996 fino alla sua morte nella battaglia di Apamea contro i Fatimidi, il 19 luglio 998. Insieme ai suoi fratelli Romano e Teofilatto, Costantino era presente a questa battaglia ed era probabilmente uno dei due figli del magistros che, secondo lo storico arabo cristiano, secondo Yahya di Antiochia, che furono catturati dai Fatimidi per poi essere portati al Il Cairo, prima di essere liberati nel 1008 dopo il pagamento di un riscatto.

### Carriera militare
La carriera di Costantino tra il 1008 e il 1024 è sconosciuta, ma gli storici ipotizzano che probabilmente abbia ricoperto una successione di comandi militari. Ricompare nella primavera del 1024, quando ricopre la carica già paterna di doux di Antiochia, con il rango di patrikios, il titolo onorifico più alto dell'Impero, limitato a un ristretto numero di titolari. Godette del favore dell'imperatore Costantino VIII (r. -1028). I Dalasseni erano una delle poche potenti famiglie patrizie che erano state incrollabilmente fedeli alla dinastia macedone. Sul letto di morte, Costantino chiamò Dalasseno a sposare la figlia maggiore Zoe. Costantino Dalassenos partì dai suoi possedimenti nel Thema (provincia) Armeniakon, ma prima di raggiungere Costantinopoli la situazione cambiò: i consiglieri dell'imperatore, che preferivano un sovrano debole e controllabile, avevano convinto l'imperatore morente a scegliere Romano III Argiro. A Dalasseno fu ordinato di tornare a casa.
Sotto Romano III, Dalasseno prestò servizio come comandante nella campagna del 1030 contro l'emiro di Aleppo, che si concluse con la battaglia di Azaz. Dopo che gli esploratori bizantini caddero in un'imboscata, Dalasseno guidò un attacco contro i Mirdasidi, ma fu sconfitto e fuggì di nuovo al campo. Quella notte Dalasseno partecipò a un consiglio imperiale durante il quale i bizantini, ormai demoralizzati, decisero di abbandonare la campagna e di rientrare in territorio bizantino. Romano ordinò anche di bruciare le sue macchine d'assedio. Il 10 agosto 1030 l'esercito abbandonò il campo e marciò verso Antiochia. La disciplina si ruppe nell'esercito bizantino e i mercenari armeni sfruttarono la ritirata come occasione per depredare i magazzini dell'accampamento. L'emiro lanciò un attacco e l'esercito imperiale si sfasciò e fuggì. Sia Dalasseno che Romano furono sfiorati dalla fuga; secondo il cronista Yahya, due comandanti anziani furono uccisi e un altro catturato. Le fonti arabe e la cronaca di Matteo di Edessa attribuiscono a Dalasseno e alla sua cospirazione contro Romano la responsabilità del fallimento della spedizione.

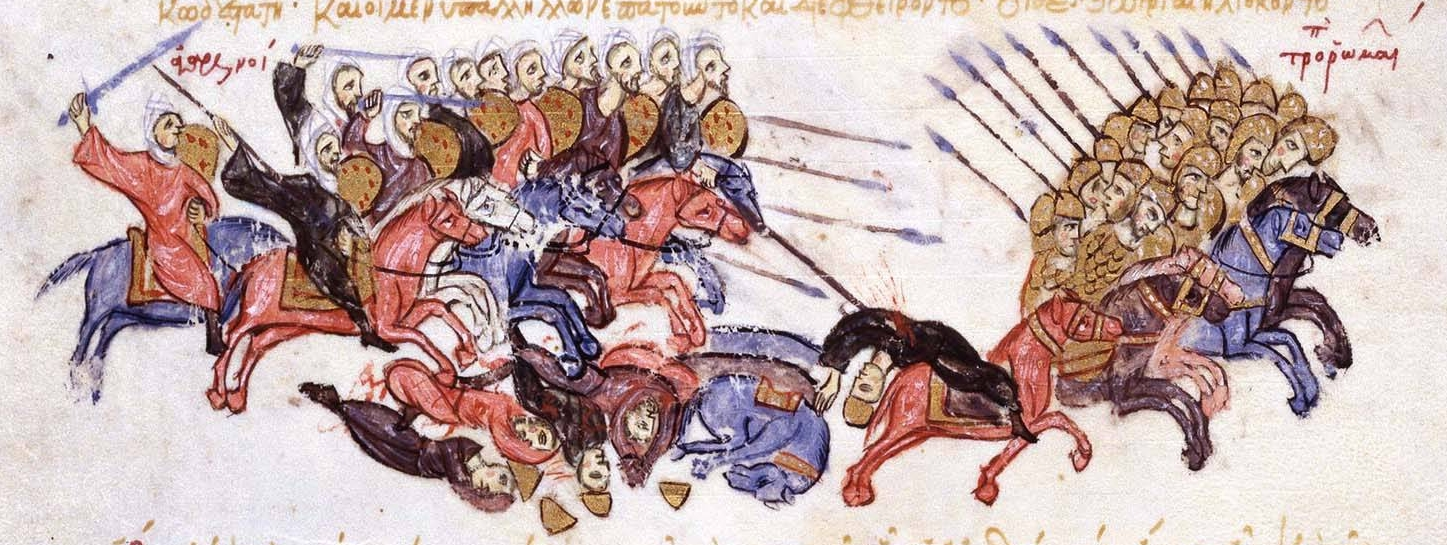
La cavalleria araba insegue i Bizantini in fuga dopo la battaglia di Azaz, miniatura dallo Scilize di Madrid

Durante il regno dei successori di Argiro, Michele IV il Paflagone (r. 1034-1041) e Michele V (r. 1041-1042), Dalasseno emerse come leader dell'opposizione aristocratica. Diverse famiglie anatoliche di spicco, in particolare la potente famiglia Ducas, lo sostennero; il successivo imperatore Costantino X Ducas (1059-1067) era sposato con la figlia di Dalasseno. Secondo lo storico Michele Psello, Dalasseno godeva anche di un forte sostegno da parte della popolazione di Costantinopoli e soprattutto del suo vecchio comando, Antiochia.

### Caduta

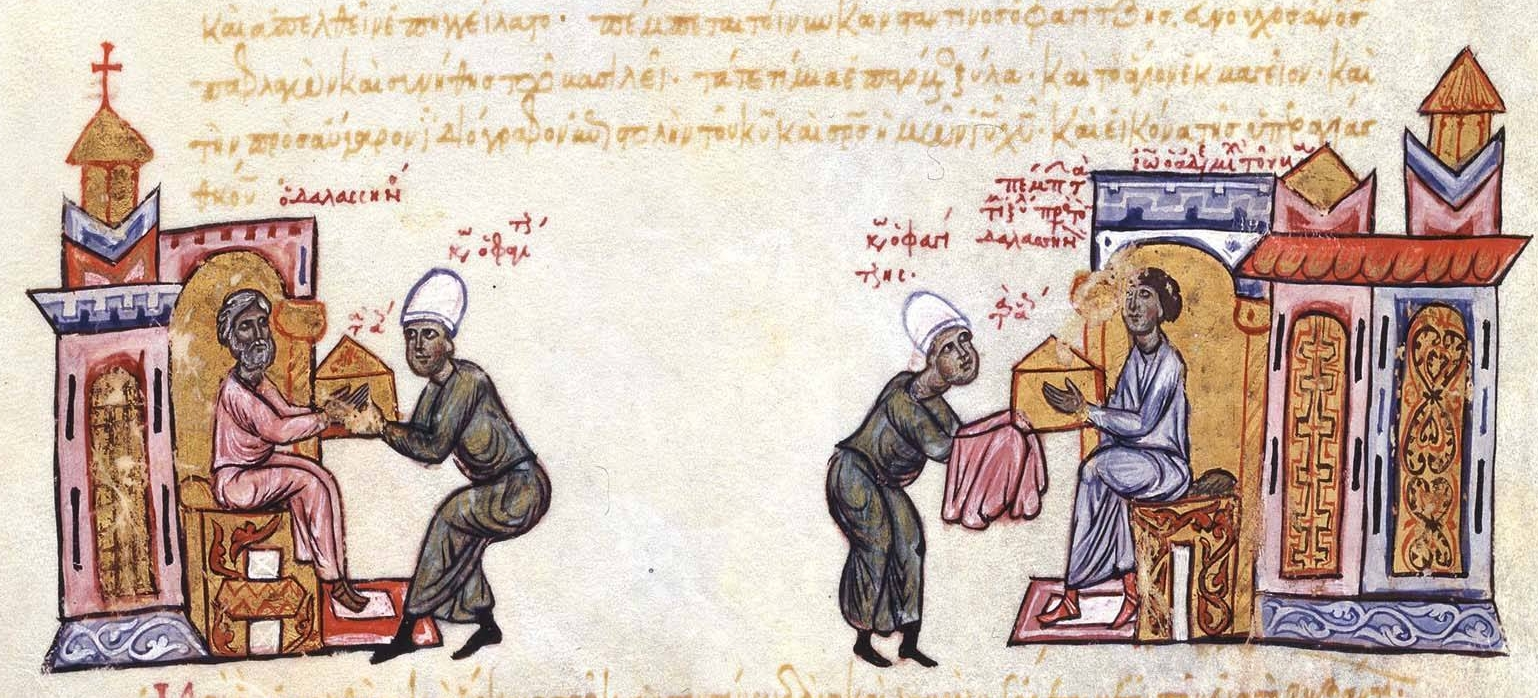
Giovanni l'Orfanotrofo invia Costantino Fagize con le reliquie a Costantino Dalasseno, miniatura dello Scilize di Madrid

L'ascesa di Michele IV, di bassa estrazione, avrebbe fatto infuriare Dalasseno, che avrebbe deriso il nuovo imperatore come un uomo volgare e di origini umili. Di conseguenza, il fratello eunuco e principale ministro di Michele, Giovanni l'Orfanotrofo, tentò di metterlo fuori gioco. Con la promessa di titoli e onori, cercò di attirare Dalasseno dai suoi possedimenti nel Thema Armeniakon a Costantinopoli. Dalasseno dapprima rifiutò, ma dopo aver ricevuto assicurazioni sulla sua sicurezza, garantite da un giuramento su alcune delle reliquie più sacre dell'Impero, partì per la capitale imperiale. Inizialmente fu trattato bene, ricevendo una promozione e doni, ma nell'estate del 1034 scoppiò una rivolta ad Antiochia contro il governatore locale, il fratello di Michele IV, Niceta. La rivolta fu scatenata da una pesante tassazione, ma Giovanni l'Orfanotrofo scelse di dare la colpa ai Dalasseni: Costantino, i suoi fratelli e parenti e altri nobili a loro legati, tra cui il genero Costantino Ducas, furono imprigionati o esiliati.

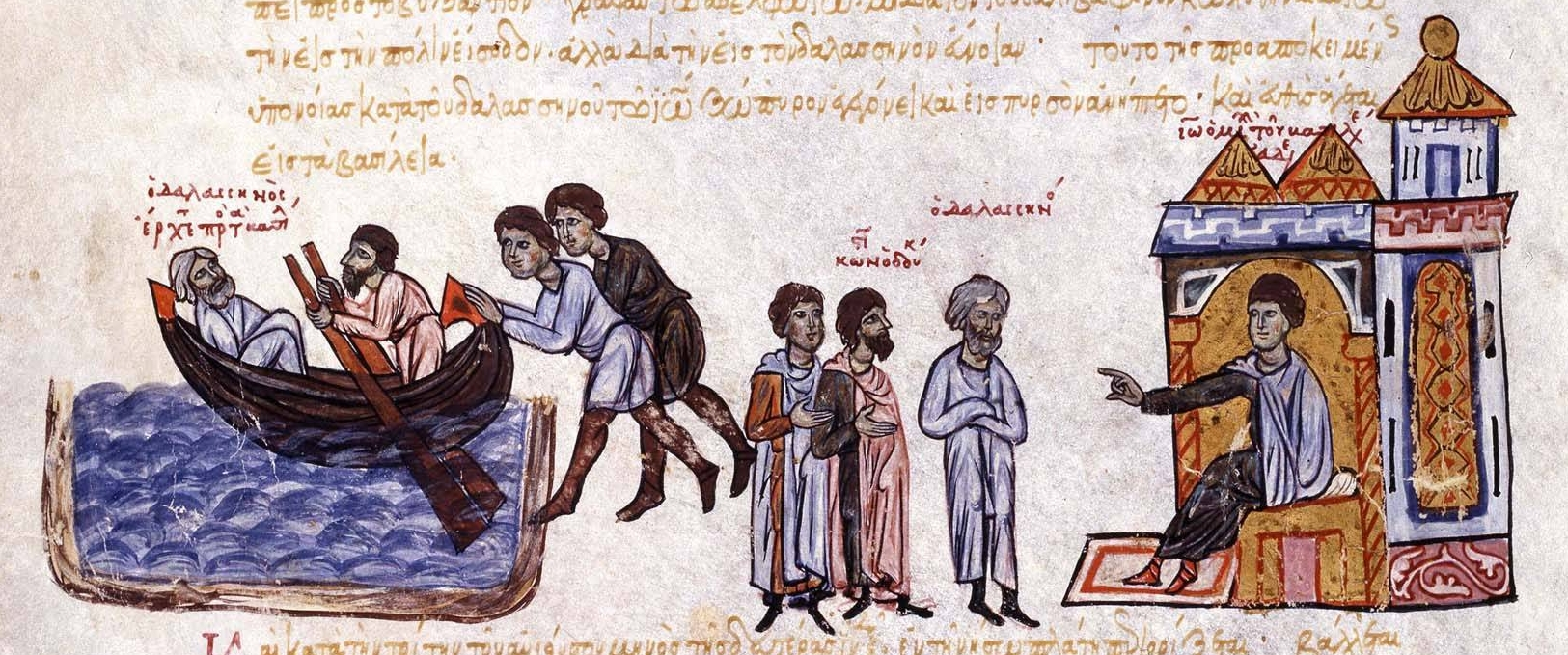
Giovanni l'Orfanotrofo manda Costantino Dalasseno in esilio all'Isola di Plati, miniatura degli Scilize di Madrid

Costantino stesso fu dapprima esiliato in un'isola del Mar di Marmara, ma in seguito, per impedirne la fuga, fu trasferito in una torre delle Mura di Costantinopoli, insieme a Costantino Ducas, il futuro imperatore. La sua competenza militare, tuttavia, continuò ad essere molto apprezzata, tanto che Giovanni l'Orfanotrofo prese in considerazione la possibilità di inviarlo al fratello Costantino come consigliere militare in una campagna contro l'Abasgia. Tuttavia, l'imperatore lo considerava un acerrimo nemico ed egli rimase imprigionato. Una tradizione successiva vuole che durante la detenzione di Dalasseno nella capitale, Zoe, che non aveva ancora concepito un figlio, abbia avuto una relazione segreta con lui nella speranza di rimanere incinta. A un certo punto, nel 1041, anche Costantino fu costretto a farsi monaco. I resoconti in questo caso sono contraddittori: Psello scrive che Michele V lo fece al momento della sua ascesa al trono, in dicembre, ma Michele Attaliate, al contrario, riporta che Michele V fece rilasciare Dalasseno dal confino.

### Proposta di matrimonio
Dopo che Michele V fu deposto da una rivolta popolare nell'aprile del 1042, le figlie di Costantino VIII, Zoe e Teodora, rimasero come sovrane de facto dell'Impero bizantino. Seguendo la consuetudine e la propria inclinazione, Zoe decise di scegliere un altro marito (il terzo), che sarebbe diventato anche il nuovo imperatore. L'anziano ma ancora affascinante Costantino Dalasseno, che era quasi diventato il suo primo marito nel 1028, fu la sua prima scelta. Fu portato in udienza dall'imperatrice, ma durante il colloquio il suo modo di fare indipendente e deciso non piacque a Zoe, che lo scartò a favore del più docile e accomodante Costantino Artocline, con il quale si diceva che Zoe avesse avuto una relazione un decennio prima. La moglie di Artocline lo avvelenò prima che potesse divorziare; Zoe sposò un terzo Costantino di bell'aspetto, Costantino Monomaco, che regnò come Costantino IX (r. 1042-1055). Costantino Dalasseno scompare in seguito dalle fonti.